# 高橋村 (岐阜県)
高橋村（たかはしむら）は、かつて岐阜県安八郡にあった村である。
現在の大垣市南高橋町、及び恵比寿町、羽衣街、花園町など（通称：東高橋）に該当する。

## 歴史
- 1868年（明治元年） - 東高橋村と西高橋村が合併し、高橋村となる。
- 1889年（明治22年）7月1日 -
  - 高橋村のうち、旧・西高橋村の地域の一部[2]は、大垣城城下、大垣宿の地域[3]。及び久瀬川村、切石村、西崎村、室村、宮村、高屋村、藤江村、南村、南寺内村、世安村、今村の一部[4]、林本郷村、不破郡若森村の一部[5]と合併し、大垣町となる。
  - 高橋村の残部は、町村制により高橋村発足。
- 1897年（明治30年）4月1日 - 東前村、禾森村、築捨村、長沢村、江崎村と合併し安井村が発足。同日高橋村廃止。

## その他
- 高橋村のうち、現在の大垣市南高橋町付近が大垣町発足のさいに合併した地域である。安井村が1936年に大垣市に編入されたさいの高橋村の地域は、大垣市東高橋町となり、区画整理で恵比寿町、羽衣街、花園町、二葉町、安井町などになった。東高橋は安井小学校校下の地域の通称として残っている。
- 大垣市の地名で「高橋町」があるが、これは大垣城城下町の地名に由来する。